# Миддлтон, Джон Фрэнсис Марчмент
Джон Фрэнсис Марчмент Мидлтон (англ. John Francis Marchment Middleton; 22 мая 1921, северный Лондон, Большой Лондон — 27 февраля 2009, Нью-Хейвен) — британский социальный антрополог, африканист. Специалист по лугбара, восточноафриканскому суахили и связанным с последним прибрежным народностям. Доктор (1953), пожизненный президент International African Institute, профессор Йеля (1981-91, эмерит). Редактор журнала Africa, один из самых влиятельных африканистов своего времени. Наиболее известен своей работой в Восточной Африке. Феллоу Королевского антропологического института, Королевского азиатского общества и Американской антропологической ассоциации, как и Международного Африканского института. Назван Выдающимся африканистом в 2007 году Ассоциацией африканских исследований.

## Биография и исследования
Родился в северной части Лондона. Его отец был государственным служащим в центральной налоговой.
Окончил Лондонский университет в 1941 году, по специальности «Английская литература». С того же года на протяжении трех лет служил в армии, сперва на родине, а затем в Восточной Африке — попав так туда впервые (именно тогда познакомился с носителями языка суахили). После чего вернулся на родину, собираясь стать африканистом. Принялся изучать антропологию в Университетском колледже Лондона, и по совету Мейера Фортеса перевелся в Оксфорд в Эксетерский колледж, где получит докторскую степень; сперва в 1949 получил в Оксфорде еще одну степень, защитив работу по системам землевладения в Восточной Африке. Хотя его научным руководителем был Эдвард Эван Эванс-Притчард, наибольшее влияние на докторскую дисс. Мидлтона оказал именно М. Фортес. На основе диссертации Мидлтон выпустит свою выдающуюся работу «Религия Лугбара» (1960), получащую признание основополагающей классики. Причем в свое время она стала, как отмечают, «даже опровержением большей части работы, которая велась тогда в Оксфорде». В 1956-63 и 1972-81 преподавал антропологию в Лондонском университете.
С 1963 преподаватель в Северо-Западном университете. Затем основатель кафедры антропологии Нью-Йоркского университета (1966-72), куда был назначен по рекомендации Маргарет Мид.
Также преподавал в Южной Африке.
Среди других наиболее значимых книг: The Kikuyu and Kamba of Kenya (1953), Land Tenure in Zanzibar (1960), The Lugbara of Uganda (1965), The Study of the Lugbara (1970), The World of the Swahili (1992), The Swahili (2000).
Редактор многих книг, в частности одной о медиумизме и одной о колдовстве. Редактор Encyclopaedia of Africa South of the Sahara (Scribners, 1997; и пятитомного второго издания в 2007 году).
Проводил интенсивные полевые работы в Кении в конце 1980-х и начале 1990-х годов. Вообще же сперва работал в Лагосе, затем в Гане. T. O. Beidelman указывал его лучшим этнографом и исследователем-африканистом своего поколения оксфордцев.
Умер через неделю после падения от припадка и удара головой, так и не придя в сознание. Супруга — также антрополог Michelle Gilbert.